# 비디오 게임 산업
비디오 게임 산업은 비디오 게임을 개발 및 유통하는 경제 산업 분야이다.

## 세계적 경향
국제 비디오 게임의 소득은 2014년 기준으로 81.5B 달러로 추산된다. 이는 2013년 국제 영화 산업의 소득의 배 이상이다. 2015년에는 91,500,000,000,000 미국 달러로 추산되었다.
2016년 비디오 게임 소득을 최대로 가져간 국가는 중국($24.4B), 미국($23.5B), 일본($12.4B)이다. 2015년의 최대 지역은 아태평양($43.1B), 북아메리카($23.8B), 서유럽($15.6B)이다.

## 같이 보기
- 비디오 게임 목록